# Epitausa pavescens
Epitausa pavescens là một loài bướm đêm trong họ Erebidae.